# Phoma rubiginosa
Phoma rubiginosa är en lavart som beskrevs av Brunaud 1898. Phoma rubiginosa ingår i släktet Phoma, ordningen Pleosporales, klassen Dothideomycetes, divisionen sporsäcksvampar och riket svampar.  Utöver nominatformen finns också underarten circumstipata.